# 戈氏圓電鰻
戈氏圓電鰻，為輻鰭魚綱電鰻目線鰭電鰻科的其中一種，為熱帶淡水魚，分布於南美洲馬拉開波湖流域，體長可達49.6公分，棲息在底中層水域，生活習性不明。